# Арчибальд Вейвелл
Фельдмаршал Арчибальд Персівал Вейвелл, 1-й Граф Вейвелл (англ. Archibald Percival Wavell; 5 травня 1883, Колчестер, Ессекс  — 24 травня 1950, Лондон) — британський фельдмаршал і командувач британською армією на Близькому Сході та в Північній Африці під час Другої світової війни; передостанній віце-король Індії з 1943 по 1947.

## Біографія
Вейвелл народився у Колчестері, проте більшу частину свого дитинства провів в Індії. Його батько, Арчибальд Грем Вейвелл, був генерал-майором британської армії — і Вейвелл вирішив піти слідами свого батька. Навчався у Вінчестерському коледжі, пізніше — в Королівській військовій академії в Сандгерсті.
Закінчивши навчання, проходив службу у легендарному полку Black Watch, та брав участь у Другій англо-бурській війні. У 1903 його переведено до Індії. У 1904 році, отримав звання лейтенанта, в 1909 році вступив на навчання у штабний коледж в Кемберлі.
Під час Першої світової війни воював у Франції, взяв участь у битві біля Іпру, де втратив ліве око. Нагороджений «Військовим хрестом». Отримав звання майора в травні 1916 року. У 1916–1917 роках був британським військовим аташе при штабі російської Кавказької армії.
У червні 1922 року став полковником.
У липні 1939 року призначений головнокомандувачем британських військ на Середньому Сході (район включав територію від Північної Африки до Іраку), а також отримав звання — генерала.
З початком Другої світової війни, керував бойовими діями в Північній Африці, в грудні 1940 року розгромив втричі сильніші італійські війська у Сіді-Баррані і до лютого 1941 року фактично зайняв всю Східну Лівію. Проте після висадки в лютому 1941 року в Африці німецького експедиційного корпусу під командуванням Ервіна Роммеля зазнав ряд суттєвих поразок.
Після невдалого британського контрнаступу в червні 1941 року, був зміщений зі свого поста і призначений головнокомандувачем в Іраку та Ірані. У березні 1942 року отримав призначення головнокомандувача в Індії та Бірмі. У 1943 році отримав звання фельдмаршала. У 1947 році повернувся у Велику Британію, де і помер 24 травня 1950 року.

## Нагороди
- Орден Лазні (1935)
- Орден Зірки Індії (1943)
- Орден Індійської імперії (1943)
- Орден Святого Михайла і Святого Георгія (1919)
- Військовий хрест (1915)
- Легіон Заслуг (1948)
- Virtuti Militari (1941)
- Орден Почесного легіону (1920)
- Орден святого Станіслава (1917)